# Les Carnets du Goëlo

Les Carnets du Goëlo est le nom de la revue annuelle publiée par la Société d'études historiques et archéologique du Goëlo ou (SEHAG).
Le premier numéro date de 1985. Les articles portent sur l'histoire et à la Préhistoire des cantons de Paimpol, Lanvollon, Plouha, Pontrieux, Plouagat, Chatelaudren, Etables-sur-Mer et les communes de Pordic, Plérin  et Trémuson, c’est-à-dire le Goëlo historique.
L’ensemble représente aujourd’hui plus de 1000 pages d’études.
Le sommaire est disponible sur le site internet de l'association.